# North of Hudson Bay
North of Hudson Bay é um filme de ação norte-americano de 1923, dirigido por John Ford. Aproximadamente 40 minutos de filmagem ainda existem. O filme é conhecido no Reino Unido sob o título de North of the Yukon.
John Ford teve um pequeno papel em uma perseguição de canoa.

## Elenco
- Tom Mix - Michael Dane
- Kathleen Key - Estelle McDonald
- Jennie Lee - Mãe do Dane
- Frank Campeau - Cameron McDonald
- Eugene Pallette - Peter Dane
- Will Walling - Angus McKenzie
- Frank Leigh - Jeffrey Clough
- Fred Kohler - Armand LeMoir